# Fausto dos Santos
Fausto dos Santos (Codó, Maranhão, 28 de gener de 1905 - Santos Dumont, 29 de març de 1939) fou un jugador de futbol brasiler de les dècades de 1920 i 1930.

## Trajectòria

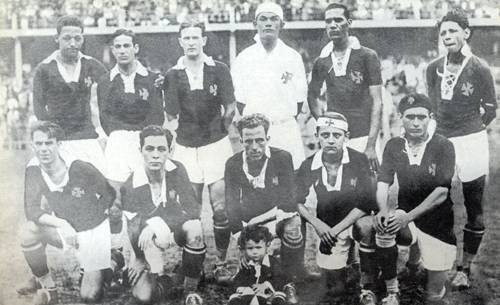
Equip del Vasco el 1929: darrera: Tinoco, Brilhante, Itália, Jaguaré, Fausto dos Santos, Mola; davant: Pascoal, Oitenta-e-Quatro, Russinho, Mário Mattos, Santana.

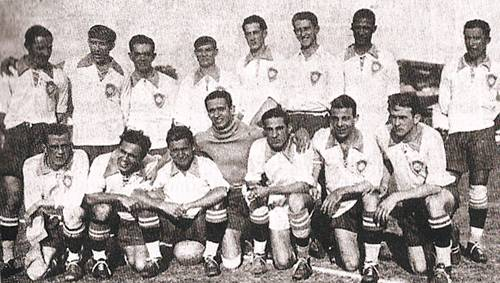
Mundial 1930: darrera: Brilhante, Fernando Giudicelli, Hermógenes, Nilo, Carvalho Leite, Itália, Fausto dos Santos, Santana; davant: Teóphilo, Benevenuto, Benedito, Velloso, Doca, Russinho, Preguinho.

Era un centrecampista de gran tècnica i habilitat. Fou considerat un dels millors del món en la seva posició de la dècada de 1920. Participà en el Mundial de 1930, on va rebre el sobrenom de Maravilha Negra (meravella negra). Començà la seva carrera al Bangu Atlético Clube el 1926. El 1929 fitxà pel Vasco da Gama, club on retornà el 1935. Durant una excursió del Vasco per Europa l'any 1931, ell i el porter Jaguaré Bezerra de Vasconcelos impressionaren al FC Barcelona, decidint contractar els serveis d'ambdós. No obstant, ambdós futbolistes només jugaren partits amistosos, ja que la normativa de l'època impedia l'alineació de forans en partits oficials. Dos Santos fitxà pel Young Fellows de Suïssa el 1933 i pel Nacional d'Uruguai el 1934. El 1935 retornà al Vasco i acabà la seva carrera al Flamengo. Va morir als 34 anys de tuberculosi.

## Palmarès
- Campionat carioca: 
  - 1929, 1934
- Campionat de Catalunya de futbol: 
  - 1931-32